# بغل‌مرواریدی مولر
بغل‌مرواریدی مولر (نام علمی: Maurolicus muelleri) نام یک گونه از سرده بغل‌مرواریدی‌ها است. مروارید مولر یا ماهی دهان مولر، یک تبر ماهی دریایی از جنس Maurolicus، در آب‌های عمیق استوایی، نیمه گرمسیری و معتدل اقیانوس آرام و اقیانوس اطلس، از سطح آب تا اعماق ۱۵۰۰ متری (۴۹۰۰ فوت) یافت می‌شود. حداکثر می‌تواند تا ۸ سانتی‌متر (۳٫۱ اینچ) رشد کند.

## پراکندگی و زیستگاه
این ماهی در اطراف اقیانوس آرام و اقیانوس اطلس یافت می‌شود. آنها بیشتر در اقیانوس اطلس و اطراف آمریکای جنوبی در اقیانوس آرام یافت می‌شوند. عمدتاً در اعماق حدود ۱۵۰ تا ۲۵۰ متر (۴۹۰ تا ۸۲۰ فوت) در طول روز زندگی می‌کنند، اما می‌توانند تا عمق ۵۰ (۱۶۰ فوت) متری نیز پیدا شوند. در طول شب، آنها را می‌توان حداکثر در عمق حداقل ۱۵۲۷ متری (۵۰۱۰ فوت) یافت. در آب‌های گرمسیری، نیمه گرمسیری و معتدل در اعماق دریا زندگی می‌کند.

## شرح

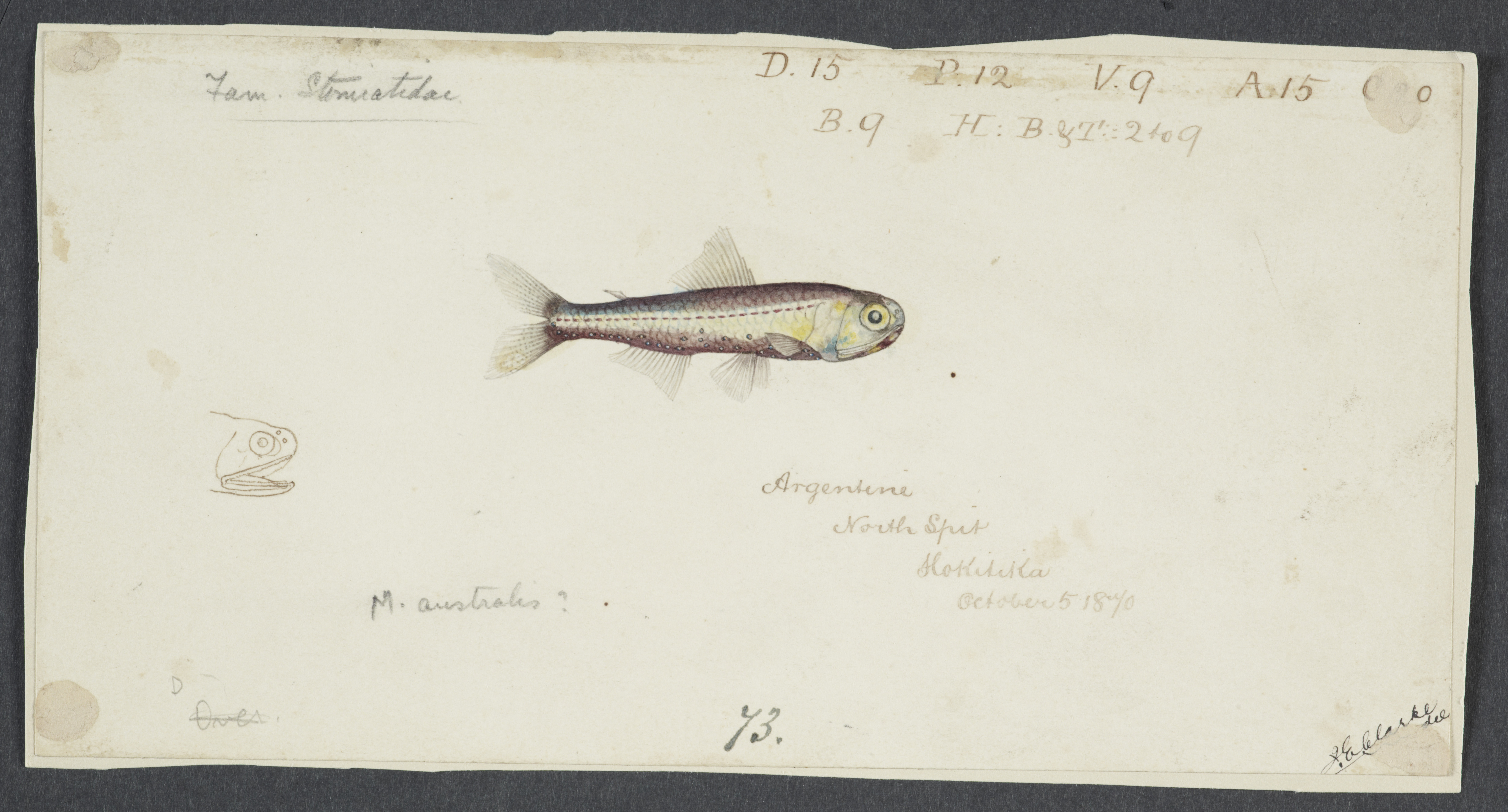
بغل مرواریدی (عکس از فرانک ادوارد کلارک)